# キツネ狩り

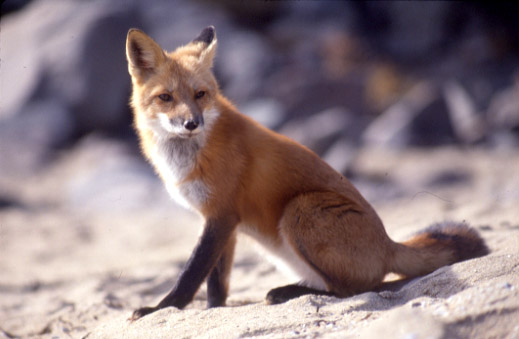
狩猟の対象となるアカギツネ

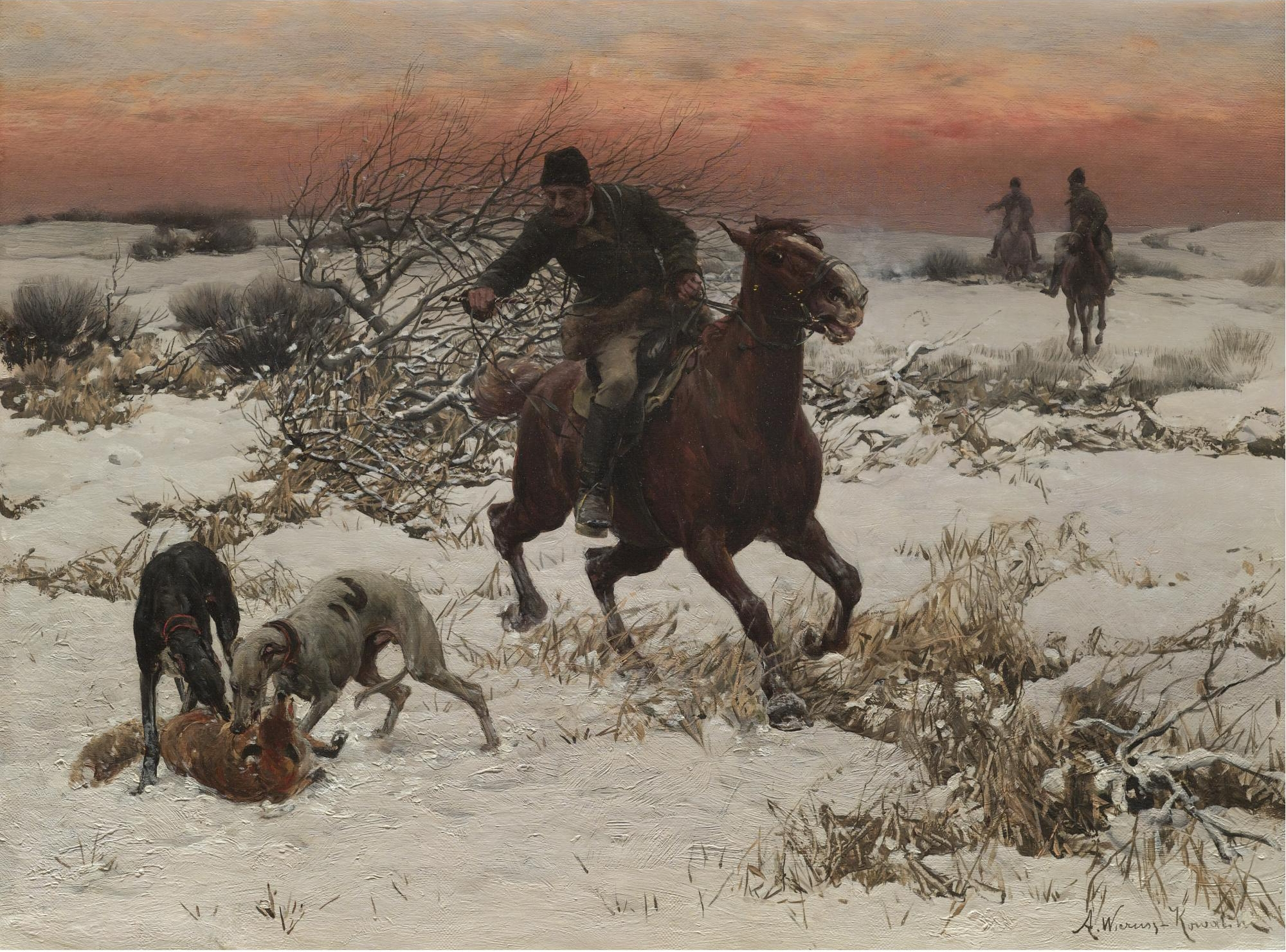
アルフレッド・コワルスキーの絵画『狩人』

キツネ狩り（キツネがり、Fox hunting）とは、キツネを対象としたスポーツハンティング。

## 概要
伝統的にアカギツネを標的とし、猟犬として訓練されたイングリッシュ・フォックスハウンドや馬を用いて集団でキツネを追跡し殺す、スポーツハンティングである。キツネ狩りは一般の猟とは違い銃でキツネを撃ったりはせず、田園地帯を馬に乗って夢中でキツネを追い回すことを楽しむ。
キツネ狩りのシーズンは11月の第1月曜日からと決まっていた。それ以外に9月に「子狐狩り（カブ・ハンティング）」と呼ばれる経験の浅い狩猟者によるトレーニング期間があった。ラットランド、ノーサンプトンシャー、レスターシャーなど、イギリス中部の田園地帯で盛んだった。
キツネ狩りは娯楽であると同時に有益な軍事訓練であると見なされていた。軍務に就いている者はキツネ狩りのシーズンに休暇を与えられた。また、ジェントルマンにとっては数少ない運動とスリルが味わえる場であり、舞踏会や食事会などの余興を伴った社交の場でもあった。故に、本格的なキツネ狩りは非常に金のかかる娯楽だった。
ブラッド・スポーツとよばれるもののひとつである。

## 戦術
キツネ狩りはフィールドと呼ばれる競技参加者、使用人、そして40-50頭の猟犬と管理者によって行われる。管理者（マスター）は名士であり、名目上猟全体の指揮を執る。実際の手引はハンツマン（猟犬係）と呼ばれる猟犬の育成を任されている使用人が行う。
まず、早朝に使用人が狩猟場の中の目星をつけておいたキツネの巣穴を塞ぐ。これは追われたキツネが巣穴に潜るのを防ぐためである。昼前に騎乗した競技参加者、猟犬とその管理者が集合場所に集まり、その後カヴァーと呼ばれるキツネが潜んでいそうな茂みに移動する。次にカヴァーの中からキツネを追い出すため猟犬を放つ。出てきたキツネを発見したら見張り役は「タリホー」と叫び、声に合わせてハンツマンは猟犬たちを追跡に向かわせ、競技参加者がその後を追う。
最終的にキツネは猟犬に殺される。殺されたキツネは猟犬に食べられるが、尻尾や足を切り落として景品にする場合もあった。

## 歴史
16世紀頃のイギリスで、森林の減少によりそれまでの狩猟対象としていたシカが減少したため、キツネを対象とした狩猟が考えだされた。
オーストラリア、カナダ、フランス、アイルランド、イタリア、アメリカなど様々な国で行われてきた。
2002年にスコットランドで禁止された。2004年11月にイングランドとウェールズで狩りの形態を変えて施行。イギリスでは2005年まで合法的に実施されていた。